# Тальвик, Хейти
Хейти Тальвик (по советскому паспорту Хейти Зигфридович Тальвик, эст. Heiti Talvik, 9 ноября 1904, Тарту, Тартумаа, Эстония — 18 июля 1947, Тюменская область, РСФСР, СССР) — эстонский поэт.

## Биография
Отец Хейти Тальвика был семейным врачом, работал в Тарту, его мать — пианисткой. В 1923 году, он оставил обучение в школе и искал работу на нефтяных месторождениях в Кохтла-Ярве. На протяжении этого времени он сам пишет поэмы, которые были напечатаны в литературной газете «Творения», которую в то время издавал Фридеберт Туглас.
В 1926 году он окончил обучение в гимназии в Пярну. После выпуска из школы он учился на философском факультете Тартуского университета с 1926 по 1934 год.
После 1928 года Хейти Тальвик все больше посвящал себя поэзии. В 1934, после публикации сборника поэзии «Лихорадка», он стал одним из самых известных эстонских поэтов, членом писательского объединения «Шаман». В кружок писателей входила также Альвер Бетти, на которой Тальвик женился в 1937-м.
После вхождения Эстонии в Советский Союз Хейти Тальвик был депортирован в Сибирь в мае 1945 года, и с тех пор нет никаких известий о нём. Предположительно, он погиб в июле 1947 года в результате депортации. Место его могилы остаётся неизвестным.

## Сборники стихов
- Palavik (1934)
- Kohtupäev (1937)
- Стихотворения. (Составление, предисловие, комментарии: Ирина Белобровцева.) Таллинн: Авенариус, 1998